# Ballon
 Denne artikel omhandler befordringsmidlet. Opslagsordet har også en anden betydning, se Ballon (flertydig).
Balloner er typisk lavet af et let, tæt og stærkt materiale som f.eks. plastic, nylon eller polyester og er fyldt med hydrogen, helium, methan eller varm luft, som skaber opdriften. Under ballonen hænger en kurv til passagerer og last.
Balloner blev ved de første succesfulde forsøg på at få mennesker op at flyve. Eksperimenter med et ballonlignende fartøj begyndte så tidligt som i 1709, hvor den brasilianske præst og opfinder Bartolomeu de Gusmão udviklede en varmluftsballon til indendørs brug. I 1783 demonstrerede brødrene Joseph og Étienne Montgolfier, at en stofballon fyldt med varm luft ville lette fra jorden. Fritidsflyvning begyndte i 1906 og især belgierne markerede sig i diverse konkurrencer.
Ved begyndelsen til det nye århundrede blev en ny form for ballon også opfundet. En selvdrivende, styrbar ballon kaldet et luftskib eller en zeppeliner efter den tyske greve og officer Ferdinand von Zeppelin.
Efter nogle stille år omkring anden verdenskrig blomstrede sporten op igen på grund af blandt andet nye materialer og propanbrænderen, som konstant kunne forsyne ballonen med varm luft.
Op i gennem 1990'erne er sporten steget mere og mere i popularitet og i 1999 fuldførte Brian Jones og Bertrand Piccard den første tur i varmluftballon rundt om jorden uden ophold. Deres rejse startede i Schweiz og de landede i Egypten efter at have fløjet mere end 46.000 km.
Populariteten har bl.a. medført, at varmluftballoner udformes som kunstværker, som f.eks. The Skywhale, som er designet af den australske kunstner Patricia Piccinini som led i fejringen af 100-året for byen Canberras grundlæggelse.

## Varme
Før en ballon kan flyve, er der mange ting, der skal passe sammen. En af de vigtigste faktorer er dog den varme luft til opdriften. Til opvarmning af en stor varmluftsballon bruges gasbrændere. Vi vil dog her fortælle om varmen i forhold til en lille hjemmelavet ballon. Man kan som varmekilde bruge en sprittablet, hvorfra den kemiske energi ({\displaystyle E_{\text{sprit}}}) bliver omdannet til varme via afbrænding. Hvis {\displaystyle m_{\text{sprit}}} er tablettens masse, og {\displaystyle B} er dens brændværdi gælder følgende formel for udregning af den kemiske energi:
{\displaystyle E_{\text{sprit}}=m_{\text{sprit}}B}
Ud fra denne formel kan vi se, at da {\displaystyle B} er en konstant værdi, må {\displaystyle m_{\text{sprit}}} være proportional med {\displaystyle E_{\text{sprit}}}, og derfor kan vi konkludere, at der vil komme en lineær aftagning under forbrænding.
Ved opvarmning af ballonen ændres luftens molekyletæthed, og dermed massefylde indeni ballonen i forhold til den omgivende luft, og opdriften bliver større end tyndekraften, der får ballonen til at svæve.
Vi kan beregne den afgivne effekt fra sprittabletten med følgende formel:
{\displaystyle P={\frac {E_{\text{sprit}}}{t}}}
hvor {\displaystyle P} er effekten, og {\displaystyle t} er tiden i sekunder.
Ballonen afgiver også varme til luften rundt om den. Afbrændingseffekten skal derfor være større end ballonens afgivne effekt til omgivelserne for at den kan flyve. Ballonens afgivne effekt til omgivelserne kan udregnes med følgende formel:
{\displaystyle P=A\sigma (T_{1}-T_{2})}
hvor {\displaystyle A} er ballonens overfladeareal, {\displaystyle \sigma =5,67\cdot 10^{-8}{\frac {\text{W}}{{\text{m}}^{2}K}}}, {\displaystyle T_{1}} er temperaturen inde i ballonen, og {\displaystyle T_{2}} er temperaturen uden for ballonen.

## Opdriftsprincipper
Tyngdekraften skaber statisk opdrift ved at gøre lufttrykket større tættere på jordoverfladen og mindre længere væk fra jordoverfladen, da der er mere luft over et objekt ved jordoverfladen end i højere luftlag. Denne forskel i lufttryk skaber en opdrift for objekter med lavere middelmassefylde, fordi lufttrykket er større under et objekt end over det, så der er større tryk opad, end der er nedad. Men denne opdrift er svagere sammenlignet med tyngdekraften og er altså kun så stærk, som vægten af den luft, som et objekt fortrænger. Derfor vil de fleste massive objekter ikke svæve rundt, da de vejer mere end den luft de erstatter.
Atmosfærens opdrift vil kun løfte med en kraft svarende til vægten af den luft, et objekt, f.eks. en ballon, erstatter. Så for at få opdriften til at løfte et objekt op i luften, må objektet være lettere end den luft, det fortrænger.
Dog skal trykket fra ballonens luft mod ballonens inderside svare til det tryk, som luften uden for ballonen påfører ydersiden. Hvis dette ikke er tilfældet, vil der blive et undertryk, og ballonen vil kollapse.
Grundprincippet i ballonflyvning er altså at reducere luftens massefylde, men samtidig at holde lufttrykket på samme niveau. Derfor må et vakuum i ballonen ikke være den optimale løsning; godt nok er massefylden ikke-eksisterende, men trykket er tilsvarende heller ikke eksisterende. Derfor ville ballonen kollapse, da det indre tryk ikke ville være stort nok til at modstå trykket udefra.
De optimale løsninger må derfor være varm luft eller andre gasser med lavere massefylde end atmosfærisk luft.

## Ballonfærd i Danmark
Den første bemandede ballonopstigning i Danmark blev foretaget af belgieren Etienne Gaspard Robertson, som levede af at rejse rundt i Europa og foretage opstigninger. Det skete fra Rosenborg Eksercerplads den 1. oktober 1806. Den første dansker som foretog en ballon flyvning i Danmark var Johan Peter Colding, som den 23. april 1811 steg til vejrs ved Blegdammen.